# Meteoriella
Meteoriella là một chi rêu trong họ Pterobryaceae.